# ریچارد نیلور
ریچارد نیلور (انگلیسی: Richard Naylor؛ زادهٔ ۲۸ فوریهٔ ۱۹۷۷) یک بازیکن فوتبال اهل بریتانیا است.